# Enicospilus teremariae
Enicospilus teremariae är en stekelart som beskrevs av Fernandez Triana 2005. Enicospilus teremariae ingår i släktet Enicospilus och familjen brokparasitsteklar. Inga underarter finns listade i Catalogue of Life.